# La Isla, Oaxaca
La Isla är en ort i Mexiko.   Den ligger i kommunen Santiago Jocotepec och delstaten Oaxaca, i den sydöstra delen av landet, 400 km sydost om huvudstaden Mexico City. La Isla ligger 67 meter över havet och antalet invånare är 145.
Terrängen runt La Isla är platt österut, men västerut är den kuperad. Runt La Isla är det ganska glesbefolkat, med 24 invånare per kvadratkilometer. Närmaste större samhälle är Playa Vicente, 12,0 km nordost om La Isla. Omgivningarna runt La Isla är en mosaik av jordbruksmark och naturlig växtlighet.